# (6302) Tengukogen
(6302) Tengukogen est un astéroïde de la ceinture principale.

## Description
(6302) Tengukogen est un astéroïde de la ceinture principale. Il fut découvert le 2 février 1989 à Geisei par Tsutomu Seki. Il présente une orbite caractérisée par un demi-grand axe de 2,62 UA, une excentricité de 0,10 et une inclinaison de 13,9° par rapport à l'écliptique.

## Compléments